# Babakankareo
Babakankareo is een bestuurslaag in het regentschap Majalengka van de provincie West-Java, Indonesië. Babakankareo telt 1302 inwoners (volkstelling 2010).